# Ковровское сельское поселение
Ковро́вское се́льское поселе́ние — упразднённое муниципальное образование в составе Зеленоградского района Калининградской области. Административный центр — посёлок Коврово.

## География
На территории поселения имеется автомагистраль внешнего международного значения — автодорога Калининград — Клайпеда, проходят железнодорожные линии Калининград — Зеленоградск и Калининград — Светлогорск.

## Население
| 2002 | 2010  | 2012  | 2013  | 2014  | 2015  |
| ---- | ----- | ----- | ----- | ----- | ----- |
| 1747 | ↗7847 | ↗7907 | ↗7975 | ↗8086 | ↗8154 |

Население 8526 человек, что составляет 26,8 % населения Зеленоградского района.

## История
Ковровское сельское поселение образовано 18 февраля 2005 года в соответствии с Законом Калининградской области № 501. В его состав вошли территории Ковровского, Муромского и Романовского сельских округов.
Законом Калининградской области от 27 апреля 2015 года № 420, 1 января 2016 года все муниципальные образования Зеленоградского муниципального района — Зеленоградское городское поселение, Ковровское, Красноторовское, Переславское сельские поселения и сельское поселение Куршская коса — были преобразованы, путём их объединения, в Зеленоградский городской округ.

## Состав сельского поселения
В состав сельского поселения входят 53 населённых пункта
- Александровка (посёлок) — 111[3]
- Аральское (посёлок) — 37[3]
- Безымянка (посёлок) — 42[3]
- Васильково (посёлок) — 103[3]
- Вербное (посёлок) — 57[3]
- Вершинино (посёлок) — 7[3]
- Веткино (посёлок) — 2[3]
- Вольное (посёлок) — 9[3]
- Геройское (посёлок) — 2[3]
- Горбатовка (посёлок) — 152[3]
- Горьковское (посёлок) — 28[3]
- Дачное (посёлок) — 0[3]
- Дубровка (посёлок) — 177[3]
- Заостровье (посёлок) — 624[3]
- Звягинцево (посёлок) — 16[3]
- Зелёный Гай (посёлок) — 201[3]
- Иркутское (посёлок) — 10[3]
- Искрово (посёлок) — 20[3]
- Калиново (посёлок) — 5[3]
- Каменка (посёлок) — 142[3]
- Каштановка (посёлок) — 217[3]
- Киевское (посёлок) — 85[3]
- Коврово (посёлок, административный центр) — 657[3]
- Корчагино (посёлок) — 5[3]
- Краснофлотское (посёлок) — 323[3]
- Кудринка (посёлок) — 26[3]
- Куликово (посёлок) — 267[3]
- Летное (посёлок) — 17[3]
- Луговское (посёлок) — 412[3]
- Лужки (посёлок) — 16[3]
- Мельниково (посёлок) — 791[3]
- Молочное (посёлок) — 1[3]
- Моховое (посёлок) — 326[3]
- Муромское (посёлок) — 666[3]
- Надеждино (посёлок) — 22[3]
- Низовка (посёлок) — 73[3]
- Новосельское (посёлок) — 36[3]
- Обухово (посёлок) — 23[3]
- Озерово (посёлок) — 137[3]
- Ольшанка (посёлок) — 40[3]
- Привольное (посёлок) — 61[3]
- Рогачёво (посёлок) — 128[3]
- Родники (посёлок) — 11[3]
- Романово (посёлок) — 1100[10]
- Рощино (посёлок) — 271[3]
- Сальское (посёлок) — 157[3]
- Светлово (посёлок) — 4[3]
- Сиренево (посёлок) — 111[3]
- Сокольники (посёлок) — 57[3]
- Федорово (посёлок) — 8[3]
- Холмы (посёлок) — 180[3]
- Широкополье (посёлок) — 20[3]
- Шумное (посёлок) — 16[3]

## Экономика
В промышленности ведущими отраслями являются мебельное производство, металлообработка, легкая и пищевая промышленность, а также строительство. Ведущие отрасли сельскохозяйственного производства — растениеводство и животноводство.

## Достопримечательности
- Руины кирхи в посёлке Мельниково (1354)
- Кирха в посёлке Муромское (1354)
- Кирха в посёлке Романово (XIV век)
- Памятник битве при Рудау (1370), в поселке Озерово (2 км севернее Мельниково)
- Кирха в посёлке Сальское (XIV век)
- Братская могила советских воинов, погибших в 1945 году (1951) в посёлке Муромское
- Братская могила советских воинов, погибших в 1945 году (1950) в посёлке Рощино
- Мемориальный комплекс на братской могиле советских воинов, погибших в 1945 году (1982) в посёлке Романово
- Памятник погибшим в годы Первой мировой войны 1914—1918 годов (начало XX века) в посёлке Романово
- Памятник погибшим в годы Первой мировой войны 1914—1918 годов (начало XX века) в посёлке Муромское
- Усадьба Грюнхоф (1854) в посёлке Рощино
- комплекс зданий бывшего конезавода в посёлке Краснофлотское
- краеведческий музей в школе посёлка Мельниково
- Рядом с посёлком Коврово расположен комплекс археологических памятников Коврово[11]
- Неподалёку от посёлка Моховое находится городище Ка́уп